# Nhamundá
Nhamundá é um município brasileiro no interior do estado do Amazonas, Região Norte do país. Pertencente à Mesorregião do Centro Amazonense e Microrregião de Parintins, localiza-se a leste de Manaus, capital do estado, distando desta cerca de 375 quilômetros.
Ocupa uma área de 14 105,619 km² e sua população, contada pelo IBGE em 2021, era de 21 710 habitantes, sendo assim o trigésimo sexto município mais populoso do estado do Amazonas e o quarto de sua microrregião. Sua área representa 0.8980 % da área do estado do Amazonas, 0.3661 % da Região Norte e 0.166 % de todo o território brasileiro.
O município possui uma temperatura média anual de 26,3 °C. Na vegetação do município predomina uma formação arbórea esparsa. O seu Índice de Desenvolvimento Humano (IDH) é de 0,656 sendo considerando inferior à média nacional e baixo, comparando com o IDH apresentado pelo estado que foi de 0,780.

## Etimologia
O nome do município é referente ao rio de mesmo nome, o rio Nhamundá, que por sua vez foi originário da tribo dos índios jamundás, tanto o rio quando o município são divisores do estado do Amazonas com o Pará.

## Festa Tradicional
A festa mais popular do município e a Festa da Pesca ao Tucunaré que acontece sempre no final do mês de Setembro.

## Geografia
O município de Nhamundá está localizado na zona fisiográfica do Baixo Amazonas, limitando com os municípios de Parintins e Urucará, no Amazonas, com o estado de Roraima (norte) e com os municípios de Oriximiná, Faro e Terra Santa, no estado do Pará. Distância da capital 375 km, em linha reta, e cerca de 577 km por via fluvial. Sua altitude é de 50 metros acima do nível do mar.

## Infraestrutura

### Saúde
O município possuía, em 2009, 5 estabelecimentos de saúde, sendo todos estes públicos municipais ou estaduais, entre hospitais, pronto-socorros, postos de saúde e serviços odontológicos. Neles havia 12 leitos para internação. Em 2014, 94,64% das crianças menores de 1 ano de idade estavam com a carteira de vacinação em dia. O índice de mortalidade infantil entre crianças menores de 5 anos, em 2016, foi de 29,59 indicando uma redução em comparação com 1995, quando o índice foi de 68,97 óbitos a cada mil nascidos vivos. Entre crianças menores de 1 ano de idade, a taxa de mortalidade reduziu de 27,59 (1995) para 26,63 a cada mil nascidos vivos, totalizando, em números absolutos, 117 óbitos nesta faixa etária entre 1995 e 2016. No mesmo ano, 28,70% das crianças que nasceram no município eram de mães adolescentes. Conforme dados do Sistema Único de Saúde (SUS), órgão do Ministério da Saúde, a taxa de mortalidade devido a acidentes de transportes terrestres registrou 9,69 óbitos, em 2016, representando um aumento se comparado com 1996, quando não se registrou nenhum óbito neste indicador. Ainda conforme o SUS, baseado em pesquisa promovida pelo Sistema de Informações Hospitalares do DATASUS, houve uma internação hospitalar relacionada ao uso abusivo de bebidas alcoólicas e outras drogas, entre 2008 e 2017.
A taxa de mortalidade infantil média na cidade é de 39.33 para 1.000 nascidos vivos, sendo a segunda pior entre os municípios do estado do Amazonas, sendo superada apenas por Amaturá. Em 2016, 77,78% das mortes de crianças com menos de um ano de idade foram em bebês com menos de sete dias de vida. Óbitos ocorridos em crianças entre 7 e 27 dias de vida foram 11,11% dos registros. Outros 11,11% dos óbitos foram em crianças entre 28 dias e um ano de vida. No referido período, houve 6 registros de mortalidade materna, que é quando a gestante entra em óbito por complicações decorrentes da gravidez. O Ministério da Saúde estima que 62,50% das mortes que ocorreram em 2016, entre menores de um ano de idade, poderiam ter sido evitadas, especialmente pela adequada atenção à saúde da gestante, bem como por uma adequada atenção à saúde do recém-nascido. Cerca de 82,5% das crianças menores de 2 anos de idade foram pesadas pelo Programa Saúde da Família em 2014, sendo que 0,1% delas estavam desnutridas.
Até 2009, Nhamundá possuía estabelecimentos de saúde especializados em clínica médica, obstetrícia e pediatria e nenhum estabelecimento de saúde com especialização em psiquiatria, cirurgia bucomaxilofacial ou traumato-ortopedia. Dos estabelecimentos de saúde, apenas 1 deles era com internação. Até 2016, havia 3 registros de casos de HIV/AIDS, tendo uma taxa de incidência, em 2016, era de 0 casos a cada 100 mil habitantes, e a mortalidade, em 2016, 0 óbitos a cada 100 mil habitantes. Entre 2001 e 2012 houve 128 casos de doenças transmitidas por mosquitos e insetos, sendo a principal delas a leishmaniose e a dengue.